# Жендкув (Скерневицький повіт)
Жендкув (пол. Rzędków) — село в Польщі, у гміні Новий Кавенчин Скерневицького повіту Лодзинського воєводства.
Населення — 108 осіб (2011).
У 1975-1998 роках село належало до Скерневицького воєводства.

## Демографія
Демографічна структура станом на 31 березня 2011 року:
|          | Загалом | Допрацездатний вік | Працездатний вік | Постпрацездатний вік |
| -------- | ------- | ------------------ | ---------------- | -------------------- |
| Чоловіки | 50      | 10                 | 33               | 7                    |
| Жінки    | 58      | 12                 | 26               | 20                   |
| Разом    | 108     | 22                 | 59               | 27                   |